# Automobilwerk Poissy

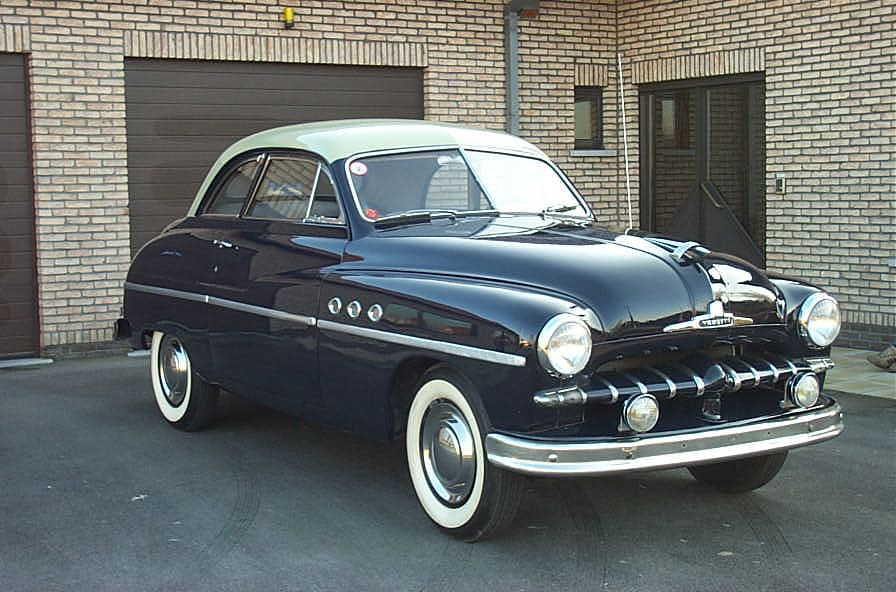
Ford Vedette, 1949–1954

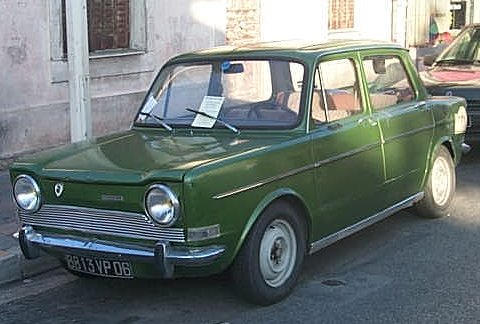
Simca 1000, 1968–1976

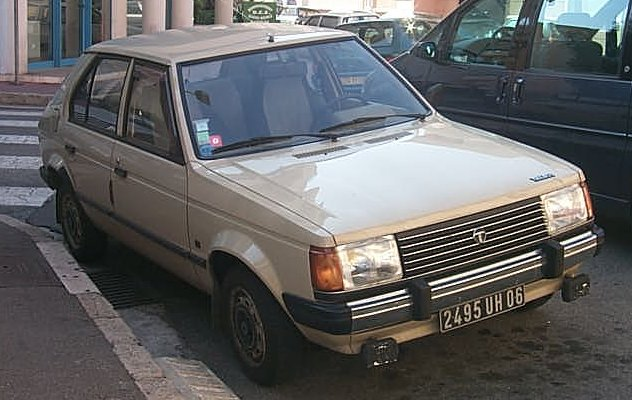
Talbot Horizon, 1978–1985

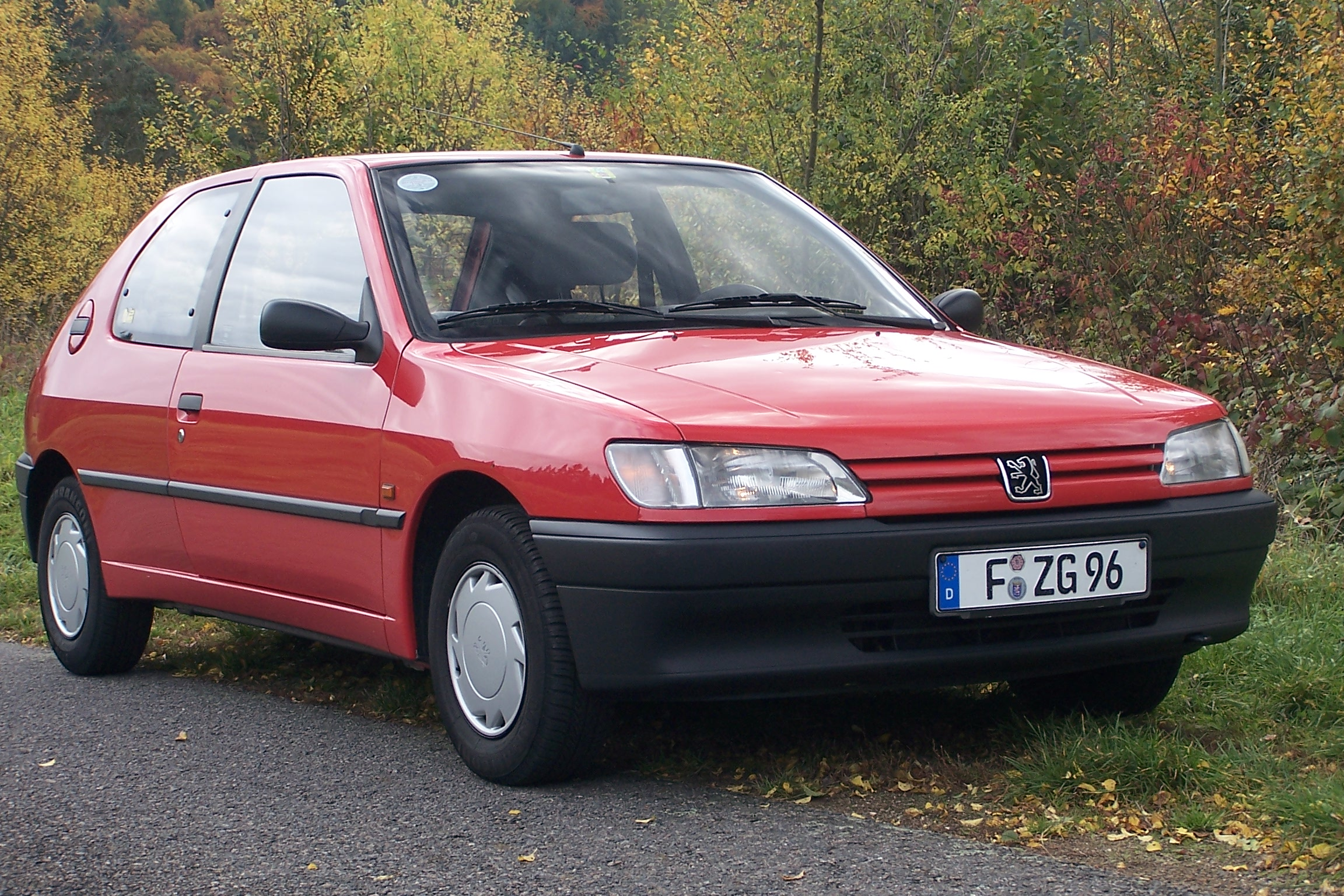
Peugeot 306, 1992–2002

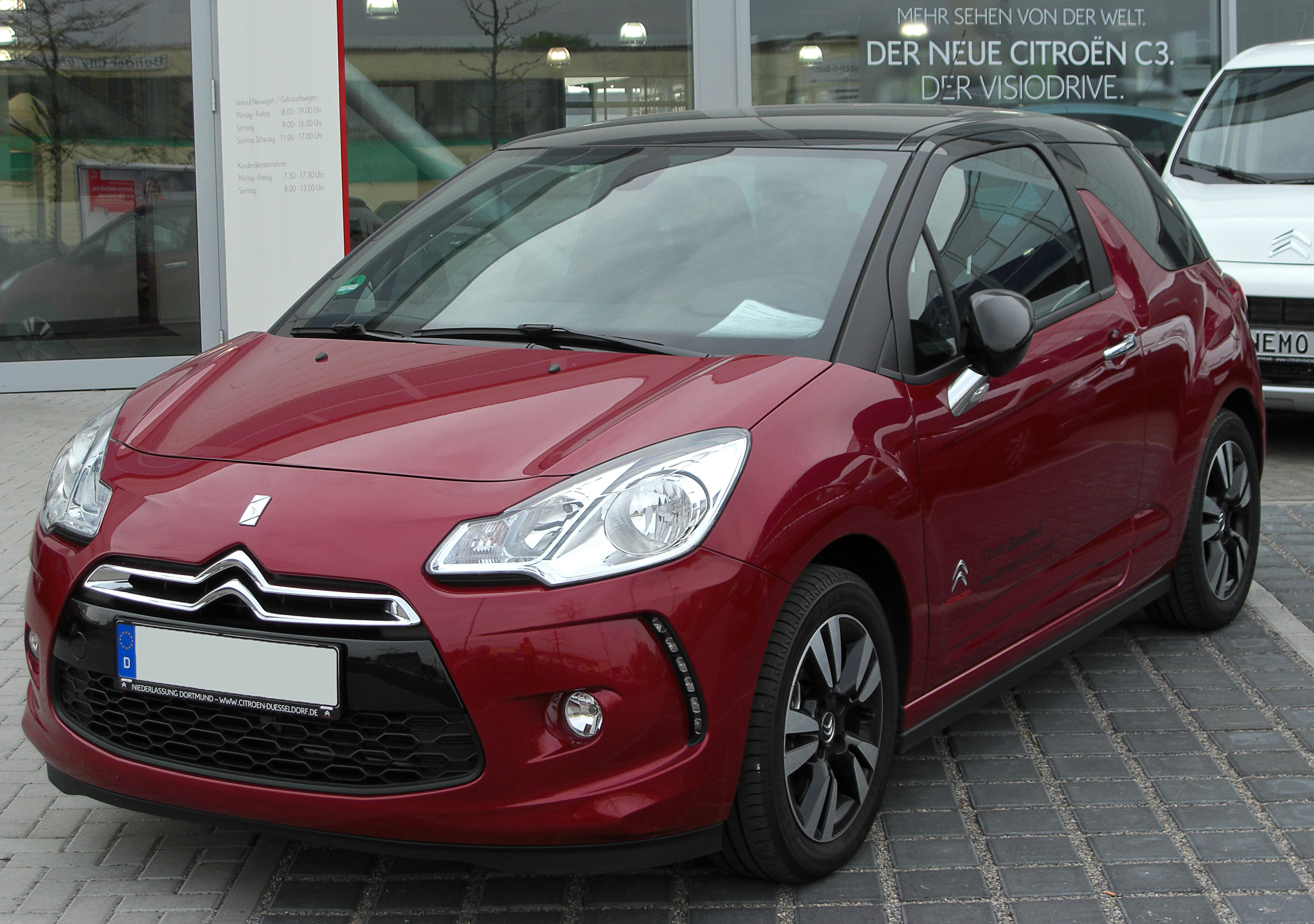
Citroën DS3, seit 2010

Das Automobilwerk Poissy ist eine Fabrik, in der seit 1940 Autos gebaut werden. Es liegt in der Stadt Poissy im französischen Département Yvelines direkt an der Seine. Im Laufe der Jahre hatte es verschiedene Eigentümer; heute gehört es zu Stellantis.

## Werksgeschichte
1937 kündigte die US-amerikanische Ford-Zentrale an, in Poissy eine Autofabrik zu bauen und das Frankreichgeschäft von dort aus zu steuern. Zuvor hatte Ford in Frankreich keine eigenen Produktionskapazitäten und kooperierte mit dem Straßburger Hersteller Mathis. Während des Westfeldzugs wurde Poissy am 14. Juni 1940 von Truppen der deutschen Wehrmacht besetzt. In der folgenden Zeit bestimmten die deutschen Ford-Werke in Köln die Produktion in Frankreich. Im Laufe des Krieges wurde das Werk mehrmals und von beiden Kriegsparteien bombardiert, konnte aber bis auf Unterbrechungen von wenigen Wochen durchgehend produzieren. Kurz nach Ende der Befreiung von Paris wurde das Werk am 26. August 1944 von der US-Armee besetzt. Maurice Dollfus, der von 1930 bis 1949 das Frankreichgeschäft von Ford verantwortete, wurde als Kollaborateur in Drancy interniert, aber bereits nach kurzer Zeit wieder freigelassen, um seine Arbeit fortsetzen zu können.
Ab 1949 wurde in Poissy der Ford Vedette produziert. Im Jahr 1954 wurde Ford Frankreich von Simca übernommen. Der neue Eigentümer investierte in das Werk und machte es bis 1958 zum damals modernsten Werk Europas. 1958 übernahm Simca außerdem den Autohersteller Talbot. Der Ford Vedette lief unter dem neuen Namen Simca Vedette noch bis 1961 in Poissy vom Band. Im gleichen Jahr erfolgte die Markteinführung des Simca 1000, der bis 1978 produziert werden sollte. In den 1960er Jahren übernahm Chrysler zunehmend Anteile an Simca und firmierte es 1970 in Chrysler France um.
Am 10. August 1978 verkaufte Chrysler sein Europageschäft an den Peugeot-Konzern (PSA), der damit auch die Kontrolle über das Werk Poissy übernahm. Von 1979 bis 1996 führte Peugeot das Werk unter dem Markennamen Talbot und baute dort unter anderem bis 1985 den Talbot Horizon, außerdem die Peugeot-Typen 104, 205 und den Peugeot 309 ab dem Jahr 1985. Von 1992 bis 2002 produzierte man in Poissy den Peugeot 306. Seit 2008 wurden dort der Citroën DS3 und der Citroën C3 gebaut. Anfang 2013 wurde das Cabrio des Citroën DS3 zusätzlich in die Fertigungspalette aufgenommen.
Das Automobilwerk Poissy beschäftigte etwa 3800 Mitarbeiter. Werksleiter ist Frédéric Przybylski. 2003 errichtete der Peugeot-Konzern in unmittelbarer Nähe des Werkes ein Dienstleistungszentrum, das zusätzlich etwa 4500 Arbeitsplätze bietet. Durch die Fusion von PSA und FCA zu Stellantis kam das Werk zu eben dieser.

## Trivia
Von etwa 1960 bis 2004 bediente die Linie RER A der Pariser Stadtschnellbahn RER den Werksbahnhof Gare de Poissy-Quai-Talbot, dessen Bahnsteige nach wie vor vorhanden sind.